# Бернард, Каллистус
Каллистус Бернард (англ. Callistus Bernard; 1960, Гренада) — гренадский военнослужащий, лейтенант Народно-революционной армии. Участник переворота в октябре 1983 года, лично расстрелял Мориса Бишопа. Был включён в состав Революционного военного совета. Осуждён по процессу Гренада 17, приговорён к смертной казни с заменой на пожизненное заключение. Освобождён в 2009 году.

## Сапожник и лейтенант
Родился в католической семье. После окончания школы работал сапожником. В 1979 году поддержал государственный переворот и примкнул к Новому движению ДЖУЭЛ. Поступил на службу в Народно-революционную армию (PRA), имел звание лейтенанта. Носил прозвище Абдулла.
В октябре 1983 года радикально-коммунистическая группировка Бернарда Корда отстранила от власти премьер-министра Мориса Бишопа. Правительство возглавил Корд, Бишоп был помещён под домашний арест. Командование PRA во главе с генералом Хадсоном Остином активно участвовало в перевороте. Каллистус Бернард поддержал военное начальство.

## Расстрел в Форт-Руперте
19 октября 1983 сторонники Бишопа освободили его из-под ареста. Они захватили армейский штаб в Форт-Руперте. Власти приняли решение силой подавить протесты. 25-летний подполковник Эварт Лэйн приказал 23-летнему лейтенанту Каллистусу Бернарду и его подразделению штурмовать Форт-Руперт.
Приказ был выполнен. Бишоп и его сподвижники сдались, после чего были расстреляны. Каллистус Бернард лично убил Мориса Бишопа. Вместе с Бишопом погибли семь его ближайших сподвижников, в том числе его внебрачная супруга министр образования Жаклин Крефт, которую расстреляли, несмотря на просьбу пощадить хотя бы в связи с беременностью. Трупы убитых были сожжены.
В тот же день генерал Остин распустил правительство и сформировал Революционный военный совет (RMC), принявший на себя всю полноту власти. В состав RMC вошёл и Каллистус Бернард.

## Суд и приговор
25 октября 1983 на Гренаду высадились войска США и «пяти восточнокарибских демократий». RMC был свергнут, его члены арестованы и переданы новым властям Гренады.
Организаторы свержения Бишопа и участники его убийства предстали перед судом. По числу осуждённых процесс получил название Гренада 17. Защита Бернарда строилась на доводе о его возмущении силовыми действиями сторонников Бишопа и стремлении отомстить за товарищей, убитых в столкновении с ними. При этом на суде и впоследствии Бернард утверждал, будто не имел приказов на убийство — тем самым выгораживая командование.
В декабре 1986 года 14 человек, в том числе Бернард Корд, Хадсон Остин и Каллистус Бернард были приговорены к смертной казни. Около пяти лет Бернард провёл в жёстких условиях камеры смертников. Ожидая казни, пережил клиническую смерть. В 1991 году смертный приговор был заменён на пожизненное заключение.
В тюрьме Каллистус Бернард изучал экономику по программе Лондонского университета, преподавал в тюремной школе, вернулся в лоно церкви. При пересмотре дела Судебным комитетом Тайного совета защита утверждала, что Бернард более не представляет опасности для общества.
По словам Каллистуса Бернарда, он сожалел о происшедшем 19 октября 1983, но раскаяния не выражал. На одном из заседаний в июне 2007 года сын одного из расстрелянных в Форт-Руперте Питер Бэйн плеснул в подсудимого Бернарда стакан воды. 31 декабря 2007 Бернарда Корда и Каллистуса Бернарда посетила в тюрьме Надия Бишоп, дочь убитого Мориса Бишопа. Эта встреча была воспринята как символический жест примирения.

## Автор книги
Последние осуждённые по делу «Гренада 17», в том числе Каллистус Бернард, были освобождены 5 сентября 2009 года. Каллистус Бернард известен также как автор книги They Could Only Kill Me Once (Они могли убить меня только раз), содержащей некоторые интересные подробности событий.